# Ano Internacional dos Direitos Humanos
O Ano Internacional dos Direitos Humanos foi uma data fincada pela UNESCO em 1968. A finalidade da data, entre outros, foi para conferir mais significado didático para a cultura dos direitos humanos no mundo.